# دارين وودز
دارين وودز (بالإنجليزية: Darren Woods)‏ هو شخصية أعمال وكبير الإداريين التنفيذيين أمريكي، ولد في القرن العشرين في ويتشيتا في الولايات المتحدة.